# Dubraitze
Die Dubraitze ist ein orographisch rechter Zufluss des Puhlstroms auf der Gemarkung der Gemeinde Unterspreewald im Landkreis Dahme-Spreewald in Brandenburg. Er entwässert eine landwirtschaftlich genutzte Fläche, die sich südlich des Unterspreewälder Ortsteils Leibsch befindet. Dort verläuft er in nordnordwestlicher Richtung und entwässert südlich von Leibsch in den Puhlstrom. An der Grenze zur Gemarkung der Gemeinde Schlepzig befinden sich zwei weitere Stränge, die jedoch laut Fließgewässerverzeichnis nicht dem Kanal zugerechnet werden.